# Geneva (Illinois)
Pour les articles homonymes, voir Geneva et Genève (homonymie).
La ville de Geneva est située dans la banlieue ouest de Chicago, à une cinquantaine de kilomètres de celle-ci, dans l'Illinois, aux États-Unis. Elle est le siège du comté de Kane. Sa population s’élevait à 21 495 habitants lors du recensement de 2010, estimée à 22 010 habitants en 2017.

## Histoire
L’histoire de Geneva commence dans les années 1830 avec Daniel Shaw Haigh, d'origine néerlandaise. En 1833, il construisit une cabane près de la Fox River. En 1835, Haigh vendit sa cabane à James et Charity Herrington et partit vers le nord.
La maison des Herrington devint bientôt le centre de Geneva, la localité s'appelait alors Herrington's Ford puis La Fox. Margaret Herrington, la neuvième enfant de James et Charity, est sans doute le premier bébé né à Geneva.
En 1836, Geneva fut choisie comme siège du Comté de Kane. Ce qui força les autorités à lui trouver un nom officiel. Il fut proposé  de la baptiser Campbell Ford, d'après les noms de James Campbell et Thomas Ford, commissaires du comté. Mais on choisit finalement Geneva sur proposition du Dr Charles Volney Dyer qui était un ami des deux commissaires et venait de la région de Geneva (New York) au bord du lac Seneca.
James Herrington mourut en 1839. Il avait contribué à l'édification de la cité, en avait fait le siège du comté, avait été élu sheriff et y avait ouvert le premier magasin, taverne et office postal nommé LaFox.
Le chemin de fer arrive à Geneva en 1853 avec l'Union Pacific ligne ouest, qui fut un facteur majeur du développement de Geneva. Beaucoup de gens établirent une résidence secondaire à Geneva qui était perçu comme un lieu idyllique. Le train entre Geneva et Chicago (environ une heure de trajet) est, aujourd'hui, toujours très fréquenté par le pendulaire.

## Démographie
| Groupe            | Geneva | Illinois | États-Unis |
| ----------------- | ------ | -------- | ---------- |
| Blancs            | 94,8   | 71,5     | 72,4       |
| Asiatiques        | 2,2    | 4,6      | 4,8        |
| Métis             | 1,3    | 2,3      | 2,9        |
| Autres            | 1,3    | 7,0      | 7,3        |
| Afro-Américains   | 0,5    | 14,6     | 12,6       |
| Total             | 100    | 100      | 100        |
|                   |        |          |            |
| Latino-Américains | 4,9    | 15,8     | 16,7       |

Selon l'American Community Survey, pour la période 2011-2015, 93,52 % de la population âgée de plus de 5 ans déclare parler l'anglais à la maison, alors que 3,02 % déclare parler l'espagnol, 0,86 % le polonais, 0,73 % l'allemand et 1,86 % une autre langue.

## Jumelage
- Croissy-sur-Seine (France)

## Personnalités
Rick Wohlhuter (1948-), athlète spécialiste du demi-fond, médaillé olympique, est né à Geneva.